# Осмій

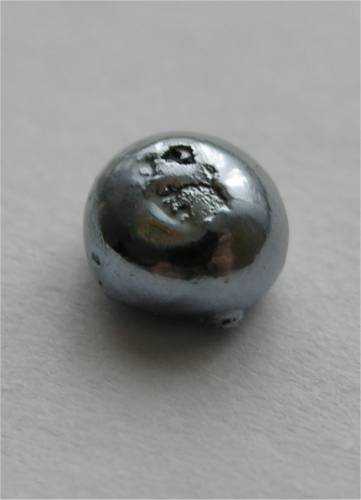
Осмій

Осмій (Os, від грец. ὀσμή — запах) — хімічний елемент з атомним номером 76. Твердий, крихкий, синьо-білий перехідний метал у платиновій групі. Символ Os, ат. н. 76; ат. м. 190,2. Твердий синювато-сірий метал. Належить до платинових металів. Дуже твердий і крихкий. Густина 22,61; tплав 3027 °C, tкип 5,027 °C. Поширеність (г/т) у земній корі 0,007, в перидотитах — 0,15, в еклогітах 0,16, у формаціях дунітів-перидотитів 0,013; піроксенітів 0,007. Часто супроводжує платину. Знаходиться в природі у вигляді самородного осмію, у формі селективних мінералів, а також як домішка у мінералах платинової групи. Порошкуватий осмій легко окиснюється на повітрі. Один з найдорожчих у світі металів. Вартість до 2 тис. доларів США за грам.

## Історія
Осмій, найважчий гомолог 8 групи Періодичної Системи. Відкритий 1804 року англійським хіміком Смітсоном Теннантом (англ. Smithson Tennant) разом з іридієм в осаді, що залишився після розчинення платини царською водою.
Назва осмію походить від запаху редьки (грец. ὀσμή osmē), який чути при наявності незначної кількості його леткого тетроксиду.

## Ізотопи
Природній осмій складається з семи різних ізотопів. З них 5 стабільні, а ще 2 має надзвичайно довгий період розпаду.
| Масове число | Частка у природному осмії | Період напіврозпаду |
| ------------ | ------------------------- | ------------------- |
| 184          | 0,02 %                    | > 5,6×1013 років    |
| 186          | 1,59 %                    | 2,0×1015 років      |
| 187          | 1,96 %                    | ∞                   |
| 188          | 13,24 %                   | ∞                   |
| 189          | 16,15 %                   | ∞                   |
| 190          | 26,26 %                   | ∞                   |
| 192          | 40,78 %                   | ∞                   |

Загалом відомо 58 ізотопів осмію з масовими числами від 161 до 200, 11 з яких — метастабільні.
З нестабільних ізотопів, що не зустрічаються в природі, найбільші періоди напіврозпаду мають Os194 (6 років) і Os177m (160 днів).

## Поширення і отримання
Знаходиться в природі у вигляді самородного осмію, у формі селективних мінералів: осміриду, нев'янськіту і сисертськіту (усі Os+Ir), осарситу (Os, Ru)AsS , ерліхманіту (OsS2), а також як домішка у мінералах платинової групи.
Осмій відокремлюють від супутніх елементів (залежно від початкової сировини), переводять у форму тетроксиду і потім в амонієвий комплекс хлоридом амонію, з якого відновлюють воднем:
{\displaystyle \mathrm {OsO_{2}(NH_{3})_{4}Cl_{2}+3\ H_{2}\longrightarrow } } {\displaystyle \mathrm {Os+4\ NH_{4}^{+}+2\ Cl^{-}+2\ OH^{-}} }
Добувається в малих кількостях — світове виробництво становить близько 100 кг на рік.
Осмій виділяють зі збагаченої сировини платинових металів шляхом прожарювання цього концентрату на повітрі за температури 800–900 °C. Внаслідок цього сублімують пари досить леткого тетраоксиду осмію OsO4, які далі поглинають розчином NaOH.
Випарюванням розчину виділяють сіль — перосмат натрію, який далі відновлюють воднем за температури 120 °C до осмію:
Na2[OsO2(OH)4] + 3H2 → 2NaOH + Os + 4H2O.
Осмій виходить у вигляді губки.

## Фізичні властивості
Висока твердість і виняткова тугоплавкість дозволяє застосовувати осмій як покриття у вузлах тертя. Осмій має найбільшу з природних речовин густину — 22,587±0,009, що на дві сотих більше іридію. Здатність осмію опиратися тиску теж є надзвичайно високою — його модуль всебічного стиску становить 405 ГПа, що можна порівняти з показниками діаманта (443 ГПа). Осмій має четверту вищу температуру плавлення (3327 K) серед простих речовин (після вуглецю, вольфраму і ренію).

## Хімічні властивості
| Степені окислення осмію | Степені окислення осмію |
| ----------------------- | ----------------------- |
| −2                      | Na2[Os(CO)4]            |
| −1                      | Na2[Os4(CO)13]          |
| 0                       | Os3(CO)12               |
| +1                      | OsI                     |
| +2                      | OsI2                    |
| +3                      | OsBr3                   |
| +4                      | OsO2, OsCl4             |
| +5                      | OsF5                    |
| +6                      | OsF6                    |
| +7                      | OsOF5, OsF7             |
| +8                      | OsO4, Os(NCH3)4         |

Порошок осмію під час нагрівання реагує з киснем, галогенами, парами сірки, селеном, телуром, фосфором, азотною та сірчаною кислотами. Компактний осмій не взаємодіє ні з кислотами, ні з лугами, але з розплавами лугів утворює водорозчинні осмати. Повільно реагує з азотною кислотою і царською водою, реагує з розплавленими лугами за наявності окислювачів (нітрату або хлорату калію), з розплавленим перекисом натрію. У сполуках виявляє ступені окислення від -2 до +8, з яких найпоширенішими є +2, +3, +4 і +8.
Осмій — один з небагатьох металів, що утворює поліядерні (або кластерні) сполуки. Поліядерний карбоніл осмію Os3(CO)12 застосовується для моделювання і дослідження хімічних реакцій вуглеводнів на металевих центрах. Карбонільні групи в Os3(CO)12 можуть заміщатися іншими лігандами, зокрема містити кластерні ядра інших перехідних металів.

## Застосування
Застосовують у сплавах з іридієм для виготовлення деталей вимірювальних приладів. Окремо застосовується як легуюча домішка до надтвердих сплавів. Осмій та його сполуки — добрі каталізатори.